# ウラウズガイ
ウラウズガイは、リュウテンサザエ科に属する巻貝である。貝殻は殻高約2cmの円錐形で、淡い桃紫色を帯びた象牙色。螺層の底辺に突起が並ぶ。殻底は細い肋が密に刻まれ、軸唇は紫色。蓋は紫色をおびた石灰質で美しい。粟島 (新潟県)以南・房総半島以南の潮間帯から水深20mの岩礁に生息する。他の巻貝に比べてマダコに捕食されにくく、日中でも隠れずに岩礁の表面に出ており日間の移動距離が短い。瑞浪市の中新世の地層からウラウズガイ類の化石が見つかっている